# شالفا نوتسوبيدزه
كان شالفا نوتسوبيدزه (ديسمبر 1888 – 6 يناير 1969) فيلسوفًا ومؤرخًا ثقافيًا جورجيًا، وباحثًا في الرستفيلولوجيا (أعمال الشاعر الجورجي الشهير «شوتا روستافلي»)، وناقدًا أدبيًا، ومترجمًا، وشخصية عامة، وأحد مؤسسي المدرسة العلمية في تاريخ الفلسفة الجورجية، ومن مؤسسي جامعة تبليسي الحكومية ونائب رئيسها (1920 - 1929)، ومدير مكتبتها المركزية، وعميد قسم تاريخ الأدب العالمي فيها، وهو دكتور في الفلسفة، وأستاذ جامعي، وعضو منتخب في أكاديمية العلوم بجمهورية جورجيا الاشتراكية السوفيتية (عام 1944)، وحائز على لقب العالم الجليل في جورجيا (عام 1961).
تلقى نوتسوبيدزه تعليمه الجامعي في سانت بطرسبرغ وبرلين ولايبزيغ. ونال في 1917 درجة الأستاذ المساعد في جامعة سانت بطرسبرغ الحكومية، ثم حصل على درجة الدكتوراه في الفلسفة عام 1927.
انتمى نوتسوبيدزه، بين عامي 1904 و1911، إلى الجناح البلشفي في حزب العمال الاشتراكي الديمقراطي الروسي، وانضم إلى الحزب الثوري الاشتراكي الفيدرالي الجورجي منذ عام 1915. وبين عامي 1919 و1921، كان عضوًا في الجمعية التأسيسية الجورجية. وبعد الضم السوفيتي لجمهورية جورجيا الديمقراطية، آثر البقاء في البلاد.
أثناء عمله في ألمانيا، وضع نوتسوبيدزه الأسس لمجاله الفلسفي الخاص الواقعية الأليثيولوجية (فلسفة الحقيقة). وفي ثلاثينيات القرن العشرين، درس تاريخ الفلسفة الجورجية، ممهدًا الطريق لمجال جديد في الدراسات الكارتفيلية، وهو تاريخ الفلسفة الجورجية. طوّر نظرية النهضة الشرقية ونظرية نوتسوبيدزه - هونيغمان، اللتين أسستا هوية بطرس الإيبيري وديونيسيوس الأريوباغي الزائف.
كان نوتسوبيدزه متقنًا ومتحدثًا طلقًا للغات اليونانية واللاتينية والألمانية والروسية والفرنسية. وتُعد ترجمته لملحمة الفارس ذو جلد النمر إلى اللغة الروسية واحدة من أفضل ترجمات هذه القصيدة.

## جامعة تبليسي الحكومية
كان نوتسوبيدزه شخصية محورية في تأسيس جامعة تبليسي الحكومية. فخلال إقامته في سانت بطرسبرغ عام 1917، سلمه جيورجي أخفليدياني دعوة إيفان جافاخيشفيلي. ترك نوتسوبيدزه زوجته وأطفاله في سانت بطرسبرغ وعاد إلى تبليسي للمشاركة في التحضيرات لإنشاء الجامعة، وتولى مهمة استقدام أساتذة جورجيين إليها.
شغل نوتسوبيدزه مناصب مختلفة في الجامعة، منها نائب رئيس الجامعة (1920 - 1929)، وعميد كلية، ومدير المكتبة الرئيسية، ورئيس قسم، والعميد الأول لكلية العلوم الاجتماعية والاقتصادية، وغيرها. أسس أيضًا كلية الحقوق وأشرف عليها. وعلى مدى 15 عامًا، شغل منصب عميد قسم تاريخ الأدب العالمي، الذي تحول لاحقًا إلى كلية اللغات والآداب الأوروبية الغربية. أشرف نوتسوبيدزه على تدريس مجموعة متنوعة من المقررات في كليات مختلفة، بما في ذلك المنطق، ومقدمة في الفلسفة، والمادية التاريخية، وتاريخ الفكر الاجتماعي والسياسي، والمنهجية العلمية، وتاريخ الأدب الأوروبي الغربي، وغيرها.
كُلف نوتسوبيدزه أيضًا بتأليف كتب دراسية لطلاب الفلسفة في جامعة تبليسي الحكومية. وفي فترة قصيرة من الزمن، أعد كتبًا دراسية تربت عليها أجيال لاحقة (موسى غوجيبريدزه، وقسطنطين ميغريليدزه، وسافلي تسيريتيلي، وقسطنطين باكاردزه، وأنجيا بوتشوراشفيلي): «المنطق للمرحلة الابتدائية» عام 1919، و«المنطق للمرحلة الثانوية» و«مقدمة في الفلسفة، الجزء الأول، مشكلة الإدراك» عام 1920، و«المنطق: مقرر تمهيدي» عام 1923.
أسس نوتسوبيدزه ورفاقه (من بينهم سيرجي جورجادزه) جمعية بيتريتسي الفكرية (نسبة إلى الفيلسوف الجورجي جون بيتريتزوس) في جامعة تبليسي الحكومية عام 1918، حيث نظموا ندوات ومناقشات لجمع الآثار الفلسفية الجورجية ونشر المعرفة الفلسفية. واستحدث أيضًا «دورات تعليم عام»، التي قُبل فيها طلاب من جميع الأعمار غير حاصلين على شهادة الثانوية العامة، وسُمح لهم بمواصلة تعليمهم في الجامعة بعد التخرج. دمجت وزارة التعليم هذه الدورات في المدارس الحكومية عام 1927.

## بين عامي 1920–1940
حضر نوتسوبيدزه وجيورجي تشوبيناشفيلي معرضًا للآثار الفنية الجورجية في ألمانيا عام 1920. وفي 1921، بدأ العمل عند رئيس تحرير دورية الاشتراكيون الفدراليون، تيدو غلونتي، والتي سمحت اللجنة الثورية بنشرها. وفي العام نفسه، تأسست «جماعة دراسة الفلسفة الاجتماعية» تحت إشرافه.
بناءً على توصية من القسم التربوي في الجامعة، غادر نوتسوبيدزه إلى أوروبا عام 1925 للاطلاع على عمل الندوات الفلسفية في جامعة برلين. شغل نوتسوبيدزه منصب أستاذ في جامعة لايبزيغ بين عامي 1925 و1926. وكان ينوي ترجمة كتاب «أساسيات علم الأليثولوجيا» (علم فلسفة الحقيقة) إلى الألمانية خلال رحلته العلمية، لكنه غيّر رأيه وألف كتابًا جديدًا بعنوان «الحقيقة وبنية المعرفة»، وراجعه اثنان من أبرز المفكرين الكانطيين الجدد، آرثر ليبرتي وبوخيناو، عام 1926.
حصل نوتسوبيدزه على درجة دكتوراه في الفلسفة في 17 أبريل 1927، بعد أن دافع بنجاح عن أطروحته للدكتوراه بعنوان «الحقيقة وبنية المعرفة». ذهب في رحلة علمية إلى ألمانيا عام 1928. وفي 1930، سافر إلى ألمانيا لحضور معرض للآثار الفنية الجورجية. لم يُسمح لنوتسوبيدزه بمواصلة إلقاء محاضراته في الفلسفة في جامعة تبليسي الحكومية بعد عودته إلى جورجيا.
عمل في 1935 باحثًا رفيعًا في معهد تبليسي للتدريس.

## بين عامي 1940 – 1950
شغل نوتسوبيدزه منصب أستاذ في معهد مكسيم غوركي للأدب العالمي في موسكو بين عامي 1940 و1941. عاد إلى جورجيا في 1942 واستأنف محاضراته في جامعة تبليسي الحكومية. انتُخب نوتسوبيدزه عضوًا دائمًا في أكاديمية العلوم في جمهورية جورجيا الاشتراكية السوفيتية عام 1944.
أُرسل نوتسوبيدزه إلى برلين في مهمة خاصة عام 1945. ووفقًا لإحدى الروايات، كان مكلفًا بالتحقيق في مصير ياكوف دجوغاشفيلي (الابن البكر لجوزيف ستالين)، رغم أن أجهزة الأمن السوفييتية استغلت وجوده وعمله في برلين لاحتجاز المنفيين الجورجيين.
بدأ العمل في معهد جمهورية جورجيا الاشتراكية السوفيتي للفلسفة عام 1946. وفي الوقت نفسه، أشرف على تدريس مقرر عن تاريخ الفلسفة الجورجية في جامعة تبليسي الحكومية. وخلال إحدى النقاشات في معهد الفلسفة عام 1948، انتقد كل من بيتر شاريا وإيلاريون تالاخادزه بشدة عمل «روستافيلي وعصر النهضة الشرقية»، وفُصل نوتسوبيدزه بعد ذلك بعام.

## حياته السياسية
كان نوتسوبيدزه شخصية سياسية بارزة. شارك بنشاط في الحياة السياسية للمدرسة وهو لا يزال في المرحلة الثانوية. كان عضوًا في الجناح البلشفي لحزب العمال الاشتراكي الديمقراطي الروسي بين عامي 1904 و1911، ثم تركه في 1911 لينضم إلى الحزب الثوري الاشتراكي الفيدرالي الجورجي. انتُخب في 1917 لعضوية المجلس المركزي للأحزاب القومية الاشتراكية لعموم روسيا، وأوفد إلى سانت بطرسبرغ لتمثيل المجلس، حيث صدرت وثيقة حقوق جميع القوميات في روسيا. انتُخب لعضوية المجلس الوطني الجورجي في نوفمبر من العام نفسه.
انتُخب نوتسوبيدزه لعضوية اللجنة الرئيسية للحزب الثوري الاشتراكي الفيدرالي الجورجي في 1918. وكان عضوًا في الجمعية التأسيسية الجورجية في الحزب نفسه من 1919 إلى 1921. وقّع بيان استقلال جورجيا. وعمل في اللجنتين التربوية والمكتبية.
انعقدت الجمعية التأسيسية في الأول من فبراير عام 1921. وخلال الاستراحة، نشب خلاف بين نوتسوبيدزه وبينيا تشخيكفيشفيلي، إذ لكم بينيا نوتسوبيدزه في عينه واتجه بيده نحو مسدسه، بينما رمى نوتسوبيدزه كرسيًا نحوه. بعد أيام قليلة من هذه المواجهة، اقترح الاشتراكيون الفيدراليون على هيئة رئاسة الجمعية التأسيسية سحب عضوية تشخيكفيشفيلي في البرلمان، لكن الجمعية صوتت وأزاحت الموضوع من جدول الأعمال. وبسبب الاستياء العام من إزاحة الموضوع، خرجت مظاهرات احتجاجًا على ذلك.
لم يهاجر نوتسوبيدزه مع الحكومة بعد ضم الجمهورية الروسية السوفيتية الاتحادية الاشتراكية لجورجيا في 25 فبراير 1921. وبعد يومين، ترأس نوتسوبيدزه عملية تشكيل لجنة رئيسية مؤقتة للحزب الفيدرالي. ونتيجة لقرار اللجنة، أيد الفيدراليون الحكومة السوفيتية.
وبين عامي 1923 و1929، شغل نوتسوبيدزه مناصب في اللجان التنفيذية المركزية لجمهورية ما وراء القوقاز الاشتراكية السوفيتية الاتحادية، وجمهورية جورجيا السوفيتية الاشتراكية. وفي 1934، ترأس الفرع الجورجي لاتحاد العلاقات الثقافية مع الدول الأجنبية.